# Людський капітал
Людськи́й капіта́л (англ. human capital) — це соціально-економічна категорія, похідна від категорій «робоча сила», «трудові ресурси», «трудовий потенціал», «людський фактор», у загальному вигляді його можна розглядати як економічну категорію, яка характеризує сукупність сформованих і розвинутих унаслідок інвестицій продуктивних здібностей, особистих рис і мотивацій індивідів, що перебувають у їх власності, використовуються в економічній діяльності, сприяють зростанню продуктивності праці і завдяки цьому впливають на зростання доходів (заробітків) свого власника та національного доходу. Поняття людського капіталу є природним розвитком і узагальненням понять людського фактора і людського ресурсу, проте людський капітал є ширшою економічною категорією.
Людський капітал в широкому сенсі — це інтенсивний продуктивний чинник економічного розвитку, розвитку суспільства і сім'ї, що включає освічену частину трудових ресурсів, знання, інструментарій інтелектуальної й управлінської праці, місце існування і трудової діяльності, що забезпечують ефективне і раціональне функціонування людського капіталу як продуктивного чинника розвитку.
Коротко: людський капітал — це інтелект, здоров'я, знання, якісна і продуктивна праця і якість життя.
Людський капітал — головний фактор формування і розвитку інноваційної економіки і економіки знань, як наступного вищого етапу розвитку.
Людський капітал — це система характеристик, які визначають спромогу людини до творчої праці з метою створення товарів, послуг, доданої вартості, тобто якості робочої сили індивідуума, сукупного працівника підприємства, фірми, корпорації, країни, і проявляються у ході розширеного відтворення. Таким чином, що досконалішим є людський капітал, виражений рівнем освіти, кваліфікації, знань, досвіду, то більші можливості людини до продуктивної, високоякісної праці (Марущак Н. П.).

## Історія
Елементи теорії людського капіталу існували з тих давніх пір, коли формувалися перші знання і система освіти.
Теорія людського капіталу базується на досягненнях інституціональної теорії, неокласичної теорії, неокейнсіанства та інших економічних теоріях. Її поява стала відповіддю економічної та суміжних з нею наук на потреби реальної економіки і життя. Виникла проблема поглибленого розуміння ролі людини і накопичених результатів її інтелектуальної діяльності на темпи і якість розвитку суспільства та економіки.
Поштовхом до створення теорії людського капіталу стали статистичні дані зростання економік розвинених країн світу, які перевищували розрахунки, що базуються на врахуванні класичних чинників зростання. Аналіз реальних процесів розвитку і росту в сучасних умовах і привів до утвердження людського капіталу як основного продуктивного і соціального чинника розвитку сучасної економіки і суспільства.
Внесок у розвиток сучасної теорії людського капіталу зробили Т. Шульц, Гері Беккер, Е. Денісон, Р. Солоу, Дж. Кендрік, С. Кузнець, С. Фабрикант, І. Фішер, Р. Лукас, Х.Боуєном, Дж. Кендрика, Л.Туроу, М.Блауга та інші економісти, соціологи та історики.
Розвитком теорії людського капіталу займались як російські науковці такі, як Ю.Толипін, Ф.Волков, М.Солодов, С.Струмилін, Р.Капелюшников, М.Критський, В.Марцинкевич, С.Дятлова, А.Добринін та багато інших, так і українські вчені — О.Грішнова, І.Каленюк, А.Чухно, О.Бородіна, Н.Голікова, В.Мандибура  та інші.
Економічна категорія «людський капітал» формувалася поступово, і на першому етапі обмежувалося знаннями і здатністю людини до праці. Причому, тривалий час людський капітал вважався лише соціальним чинником розвитку, тобто витратним фактором, з точки зору економічної теорії. Вважалося, що інвестиції у виховання, в освіту є непродуктивними, витратними. У другій половині XX століття ставлення до людського капіталу і утворення поступово кардинально змінилося.
Так, С. Фішер дав таке визначення людського капіталу: «Людський капітал є міра втіленої у людині здатності приносити дохід. Людський капітал включає вроджені здібності і талант, а також освіту й набуту кваліфікацію».
Саймон Кузнець поставив на перше місце стартові потенціали фізичного капіталу і людського капіталу. На перше місце з факторів, що визначають вдале застосування набутого досвіду передових країн, він поставив достатність стартового набутого людського капіталу. І це не випадково. Високий рівень і якість накопиченого людського капіталу, необхідні для прискорення інституційних реформ, трансформації держави, технологічного оновлення виробництв, ринкових перетворень економіки тощо. І, у підсумку, саме, досить високі рівень і якість людського капіталу країни, що успішно розвивається, забезпечують її вихід на стабільний тем зростання душового ВВП і підвищення рівня і якості життя населення. Таким чином, людський капітал, за Кузнецом, є домінантою можливого стабільного зростання економік країн, що розвиваються.
Американський економіст Едвард Денісон (свій внесок у розробку цієї проблеми зробили Роберт Солоу, Джон Кендрік та ін) розробив класифікацію чинників економічного зростання. З 23 обраних ним чинників 4 належать до праці, 4 — до капіталу, 1 — земля, 14 характеризують внесок науково-технічного прогресу. На думку Денісона, економічне зростання визначається не стільки кількістю витрачених факторів, скільки їх якістю та зростанням цієї якості. На перше місце Денісон поставив якість робочої сили. З аналізу економічного зростання США за 1929-1982  Денісон зробив висновок, що визначальним чинником зростання випуску на одного працівника (продуктивність праці) є освіта, найважливіша складова людського капіталу.
Т. Щульц вніс величезний внесок у становлення теорії людського капіталу на початковому етапі її розвитку, в її прийняття науковою громадськістю і популяризацію. Він одним з перших ввів поняття людського капіталу як продуктивного чинника. І зробив багато чого для розуміння ролі людського капіталу як головного двигуна і фундаменту індустріальної і постіндустріальної економік.
Основними результатами інвестицій в людину, Шульц вважав набуття здібностей людей до праці, їх ефективну творчу діяльність у суспільстві, підтримка здоров'я і т. д. Він вважав, що людський капітал має необхідні ознаками продуктивного характеру. ЛК здатний накопичуватися і відтворюватися. За оцінками Шульца, з виробленого в суспільстві сукупного продукту на накопичення людського капіталу використовується вже не ¼, як випливало з більшості теорій відтворення XX століття, а ¾ його загальної величини.
Гері Беккер, мабуть, першим переніс поняття людського капіталу на мікрорівень. Людський капітал підприємства він визначив як сукупність навичок, знань і умінь людини. Як інвестицій в них Беккер врахував, в основному, витрати на освіту та навчання. Беккер оцінив економічну ефективність освіти, перш за все, для самого працівника. Додатковий дохід від вищої освіти він визначив так. З доходів тих, хто закінчив коледж, він віднімав доходи працівників із середньою загальною освітою. Витратами освіти вважалися як прямі, так і альтернативні витрати — втрачений дохід за час навчання. Віддачу від інвестицій в освіту Беккер оцінив як відношення доходів до витрат, отримавши приблизно 12-14% річного прибутку.
У 1992 професор економіки і соціології Чиказького університету Гері Беккер був удостоєний Нобелівської премії з економіки за «поширення сфери мікроекономічного аналізу на цілий ряд аспектів людської поведінки і взаємодії, включаючи неринкову поведінку». Головні книги Беккера — «Економіка дискримінації», «Людський капітал» і «Трактат про сім'ю» присвячені різним аспектам теорії людського капіталу.
Особливий внесок Беккер зробив до теорії конкуренції, стратегії і розвитку фірми. Він розрізнив спеціальні і загальні інвестиції в людину, виділив особливе значення спеціального навчання, спеціальних знань і навичок. Спеціальна підготовка працівників формує конкурентні переваги фірми, характерні і значущі особливості її продукції і поведінки на ринках, в кінцевому підсумку, її ноу-хау, імідж і бренд. У спеціальній підготовці зацікавлені в першу чергу самі фірми і корпорації, і вони фінансують її. Ці роботи Беккера стали основою створення сучасної теорії фірми та конкуренції.
Беккер в рамках теорії людського капіталу досліджував структуру розподілу особистих доходів, вікову їх динаміку, нерівність в оплаті чоловічої і жіночої праці і т. д. Він довів і політикам, і підприємцям на великому статистичному матеріалі, що освіта є фундаментом збільшення доходів і найманих працівників, і роботодавців, і держави в цілому. У результаті політики, фінансисти і підприємці стали розглядати вкладення в освіту як перспективні капіталовкладення, що приносять дохід.
Беккер в своїх роботах розглядав працівника як комбінацію однієї одиниці простої праці та певної кількості втіленої в ньому людського "капіталу. Його заробітну плату (дохід) — як поєднання ринкової ціни його простої праці і доходу від вкладених в людину інвестицій. Причому, основну частину доходу працівникові, за оцінками Беккера, а також розрахунками інших дослідників, приносить саме людський капітал.

## Загальна характеристика
|  | Джерелом всякого доходу може бути лише тільки людська праця, що виробляє різнородні продукти. М. І. Туган-Барановський |

Поняття людського капіталу (Human Capital) з'явилося в публікаціях другої половини XX століття в працях американських вчених-економістів Теодора Шульца (вперше термін використав), а його послідовник — Гері Беккер  (1992) розвинув цю ідею, обґрунтувавши ефективність вкладень у людський капітал і сформулювавши економічний підхід до людської поведінки.
За створення основ теорії людського капіталу (ЛК) їм були присуджені Нобелівські премії з економіки — Теодору Шульцу (1979)., Гарі Беккер (1992). Доклав свій внесок у створення теорії ЛК і випускник Харківського комерційного інституту Саймон (Семен) Кузнець, який отримав Нобелівську премію з економіки (1971).
Основоположники теорії людського капіталу дали його вузьке визначення, яке з часом розширювалося і продовжує розширюватися, включаючи всі нові складові ЛК. У результаті ЛК перетворився на складний інтенсивний фактор розвитку сучасної економіки — економіки знань.
Спочатку під людським капіталом розумілася лише сукупність інвестицій в людину, що підвищує його здатність до праці — освіта і професійні навички. Надалі поняття людського капіталу істотно розширилося.
Інструментарій, розроблений експертами Світового банку, включає у нього споживчі витрати — витрати сімей на харчування, одяг, житла, освіту, охорону здоров'я, культуру, а також витрати держави на ці цілі.
Однією з умов розвитку і підвищення якості людського капіталу є високий індекс економічної свободи.

## Рівні, класифікація
Розрізняють фізичний капітал, фінансовий капітал, природний капітал, інтелектуальний капітал і людський капітал, а також деякі інші види капіталу. Національне багатство включає фізичний, людський, фінансовий і природний капітали.
Використовують таку класифікацію людського капіталу:
- Індивідуальний людський капітал
- Людський капітал фірми
- Національний людський капітал
- Сфери інвестицій

У національному багатстві людський капітал у розвинених країнах становить від 70 до 80%. В Україні ця цифра сягає менше 50%.
Освіта, охорона здоров'я, професійна підготовка, пошук економічно значущої інформації, мобільність робочої сили, виховання і догляд за дітьми відносяться до основних напрямів «людських інвестицій» (Марущак Н. П.).
Інвестування в людський капітал має здійснюватися на 4 рівнях:
- особистісному — для формування людського капіталу окремих осіб;
- мікрорівні — для формування людського капіталу підприємств;
- мезорівні — для формування людського капіталу регіонів і галузей;
- макрорівні — для формування сукупного людського капіталу країни.

## Значення. Застосування людського капіталу
Людський капітал є єдиним активним капіталом, тоді як всі інші капітали є пасивними, оскільки вони всі без винятку підпорядковуються людині й діють відповідно до її волі. З огляду на цю позицію інвестування в інші види капіталу, минаючи людський, виявляються не досить результативними. Інвестиції в людський капітал — це джерело економічного зростання, не менш важливе, ніж капіталовкладення в матеріально-речові фактори виробництва та землю.
У порівнянні з інвестиціями в інші різні форми капіталу, інвестиції в людський капітал є найбільше вигідними як із погляду окремої людини, так і з погляду всього  суспільства, тому що дають досить значний за обсягом, тривалий за часом  й інтегральний за характером економічний і соціальний ефект.

### Макрорівень
На базі теорії та практики ЛК формується і вдосконалюється успішна парадигма розвитку США і провідних європейських країн. На основі теорії ЛК, відстала було, Швеція модернізувала свою економіку і повернула в 2000-х роках лідерські позиції у світовій економіці. Фінляндія за історично короткий період часу зуміла перейти від сировинної в основному економіки до інноваційної економіки. І створити свої власні конкурентоспроможні високі технології, не відмовляючись від найглибшої переробки свого головного природного багатства — ліси, зуміла вийти на перше місце у світі в рейтингу за конкурентоспроможності економіки в цілому. Більше того, саме на доходи від переробки лісу в товари з високою доданою вартістю і створювали фіни свої інноваційні технології і продукти.
Все це мало місце не тому, що теорія і практика ЛК реалізувала в собі якусь чарівну паличку, а тому, що стала відповіддю економічної теорії і практики на виклики часу, на виклики народжується в другій половині XX століття інноваційної економіки (економіки знань) і венчурного науково -технічного бізнесу.
Розвиток науки, формування інформаційного суспільства на передній план як складові складного інтенсивного фактора розвитку — людського капіталу — висунули знання, освіту, здоров'я, якість життя населення і самих провідних фахівців, які визначають креативність та інноваційність національних економік.
Величезні переваги у створенні стабільних умов для зростання якості життя, створення та розвитку економіки знань, інформаційного суспільства, розвитку громадянського суспільства мають країни з накопиченим якісним людським капіталом. Тобто країни з освіченою, здоровим і оптимістичним населенням, конкурентоспроможними професіоналами світового рівня у всіх видах економічної діяльності, в освіті, науці, в управлінні та інших сферах.
Розуміння і вибір ЛК як головного чинника розвитку буквально диктує системний та комплексний підхід при розробці концепції або стратегії розвитку та ув'язки з ними всіх інших окремих стратегій і програм. Диктат цей випливає з сутності національного ЧК як багатокомпонентного чинника розвитку. Причому, цей диктат особливо виділяє умови життя, роботи і якість інструментарію фахівців, які визначають креативність і творчу енергію країни.
Ядром ЛК, звичайно, був і залишається людина, але нині — людина освічена, творча та ініціативна, з високим рівнем професіоналізму. Сам же людський капітал визначає в сучасній економіці основну частку національного багатства країн, регіонів, муніципальних утворень і організацій. У той же час частка некваліфікованої праці у ВВП розвинених і країн, що розвиваються, включаючи Росію, стає все менше, а в технологічно передових країнах вона вже зникомо мала.
Тому поділ праці на некваліфіковану працю та працю, що вимагає освіти, особливих навичок і знань, поступово втрачає свій початковий зміст і економічний зміст при визначенні ЛК, який основоположники теорії ЛК ототожнювали з освіченими людьми і їх нагромадженими знаннями та досвідом. Поняття ЛК як економічної категорії постійно розширюється разом з розвитком світового інформаційного співтовариства та економіки знань.

## Людський капітал в Україні
Київська школа економіки у 2025 році зробила дослідження на тему, як людський капітал визначає сценарії розвитку України.